# 曼西利亚德拉谢拉
曼西利亞德拉謝拉，是西班牙拉里奥哈（La Rioja）自治区的一个市镇。总面积85平方公里，2001年总人口54人，人口密度不足1人/平方公里。
曼西利亞德拉謝拉的舊鎮位於馬德里北方大約274公里之處。1959年，政府準備在舊鎮附近蓋水庫，把居民遷到新鎮，舊鎮其後被水庫蓄水淹沒。
2017年夏，西班牙出現乾旱，消失近60年的曼西利亞德拉謝拉舊鎮因水庫水位下降而重見天日。